# Сластіон Опанас Георгійович
Опана́с Гео́ргійович Сластіон (Сластьон - за твердженням самого Опанаса) (2 грудня (14 грудня) 1855, Ногайськ, Таврійської губернії Російська імперія (нині місто в Запорізькій області) — 24 вересня 1933, Миргород, Українська РСР, СРСР) — український маляр і графік романтично-народницького напряму, етнограф, архітектор і педагог, засновник Миргородського краєзнавчого музею. Батько Юрія Сластіона.
У різних джерелах використовувалося також написання прізвища Сластьон, Сластьонов.

## Життєпис
Батько Опанаса — Георгій Дмитрович, родом із Золотоноші, що на Черкащині (тоді Золотоноша входила до складу Полтавської губернії). Відомо, що після народження сина сім'я перебралася до міста Ногайськ (нині — Приморськ Запорізької області). У дитинстві хлопчик вчився малярства у свого батька, який працював реставратором церковного малярства та іконописцем, а також у сусіда Анастаса Смоктія — художника та музики, який грав на кількох музичних інструментах і навчав кобзарства.
Від мами, Марії Мартинівни, він чув безліч казок, народних пісень і повір'їв. Вона ж прищепила синові щирий інтерес до кобзарства. 

Георгій Дмитрович хотів дати синові хорошу освіту, тому відправив Опанаса на навчання до Петербурга. У столиці Російської імперії обдарований хлопець спочатку вступив до школи «Товариства заохочення мистецтв», а в 1874—1882 рр. продовжив навчання в Петербурзькій академії мистецтв. Вчителями Опанаса в Академії були І.  Крамськой і П. Чистяков. За час навчання отримав дві срібні медалі. В ході навчання відшукав чимало відомостей про Тараса Шевченка, його посмертну маску, тощо. В картинній галереї Академії мистецтв познайомився з майбутнім художником Порфирієм Мартиновичем (ілюстратор «Енеїди» Івана Котляревського (1873—1874), художник-реаліст, розвивав напрямок українського реалістичного портрета). Під час навчання у Петербурзі Сластіон разом з П. Мартиновичем щороку мандрував Україною, вивчав і малював побут селян та міщан. Так, у 1875—1876 рр. під час літніх поїздок на Полтавщину Опанас відвідав Пирятинський і Лохвицький повіти Полтавської губернії. Тут він намалював портрети кількох кобзарів і записав від них багато народних дум. Після Першого з'їзду етнографів придбав фонограф, щоб записувати кобзарів.

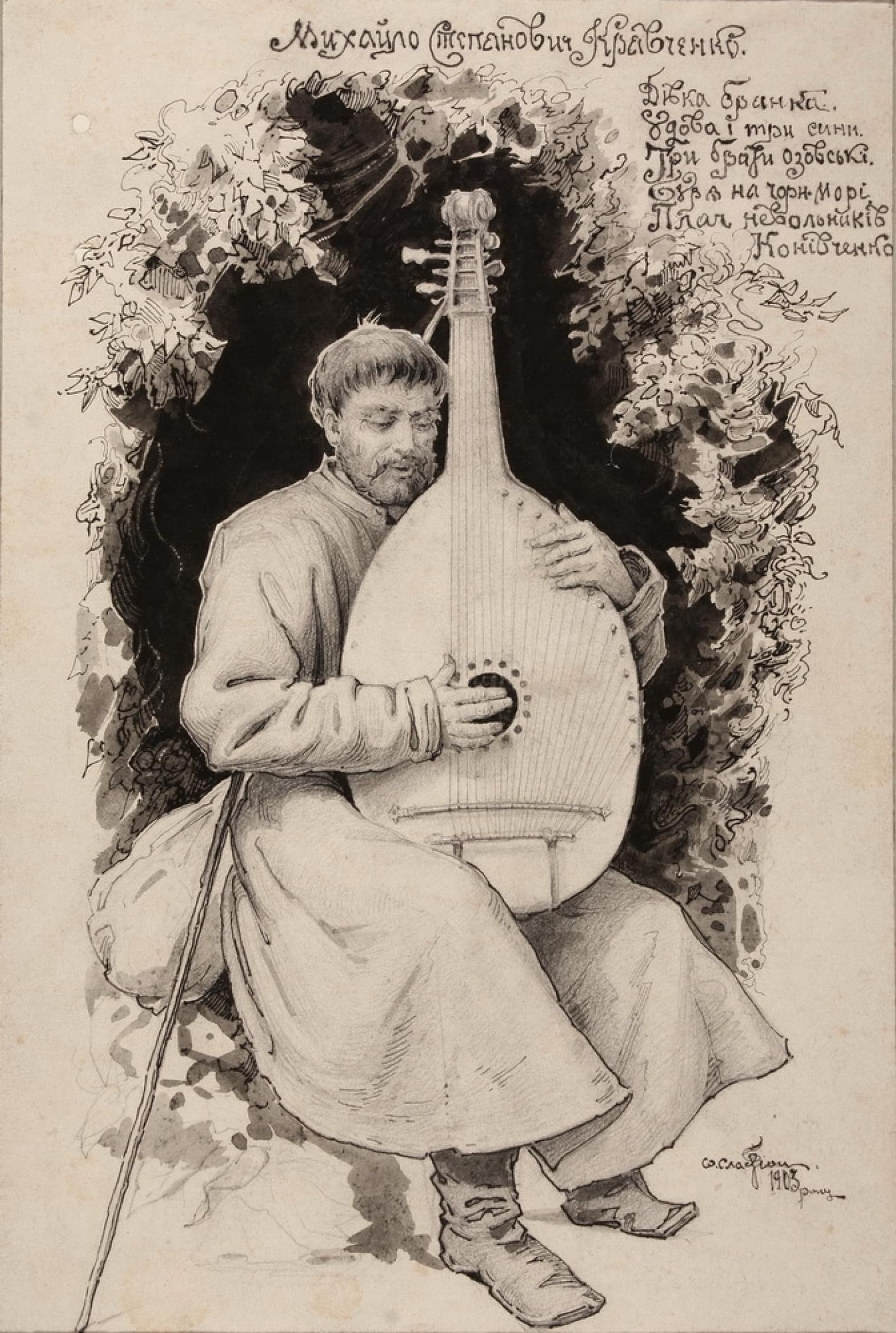
Портрет кобзаря М. С. Кравченка, 1903 р.

З 1887 до 1900 року Опанас Сластіон працював в інтендантському управлінні при Технічному комітеті Військового міністерства, де обіймав посаду художника з проєктування обмундирування військ. Використав службу для глибокого вивчення матеріалів про українське козацтво. У 1897—1900 роках очолював Український клуб у Петербурзі — громадське об'єднання, члени якого мали знайомити громадськість з українською культурою та історією.

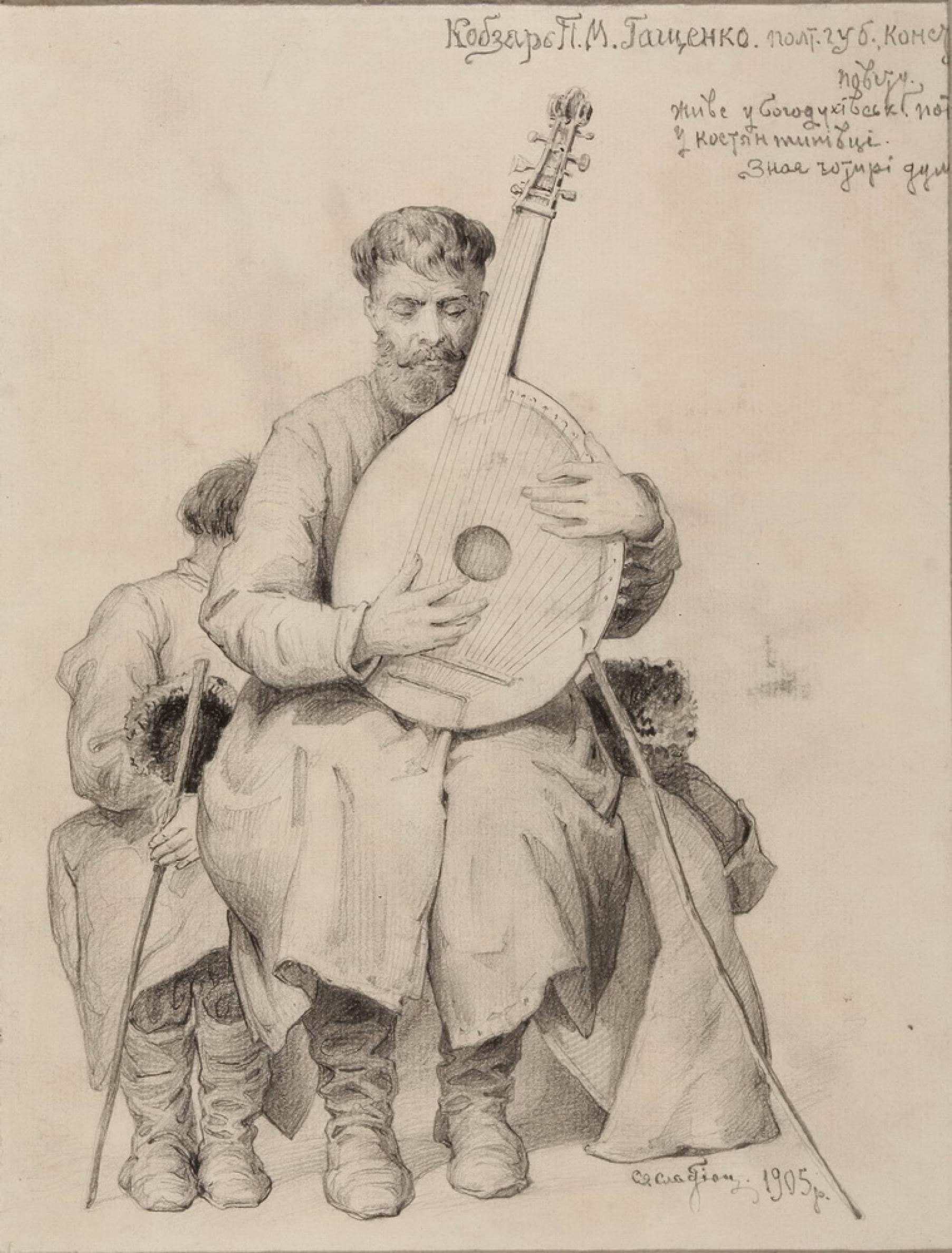
Портрет кобзаря П. М. Гащенка, 1905 р.

Протягом 1900—1928 років викладав у Миргородській художньо-промисловій школі імені Миколи Гоголя. Приятелював та листувався з Дмитром Яворницьким. У 1928 році за станом здоров'я він полишив викладацьку роботу та вийшов на пенсію. Багато років їздив по Україні, змальовував та збирав зразки народного мистецтва, фольклорний матеріал та записував на фонографі спів і гру кобзарів (Філарет Колесса використав ці записи у «Матеріалах до української етнології», тт. 13, 14, 1913); сам він артистично виконував думи. Зібрані матеріали опрацьовував як альбоми: української та запорізької старовини, орнаменту, вишивок, різьби, кераміки, архітектурних мотивів.
З 1870-х років активно досліджував кобзарство. В дослідженні кобзарства Сластіон активно співпрацював із Климентом Квіткою та Лесею Українкою. Малював портрети кобзарів, записував думи. У 1902 р. в журналі «Київська старовина» (одне із найвідоміших тогочасних видань історичної та краєзнавчої тематики) опублікував статтю про кобзаря Михайла Кравченка. Уже через багато років після смерті О. Сластіона, у 1961 р., було видано книгу з портретами кобзарів, які намалював художник. Особливою заслугою Опанаса Сластіона є те, що багато кобзарських дум він записав на фонограф (перші записи зробив у 1903 р.). Посприяв в організації у Миргороді у 20-х роках XX століття селянської капели бандуристів, згодом реорганізованої у Першу селянську капелу бандуристів імені Тараса Шевченка (1928).
Помер 24 вересня 1933 року. Похований на Троїцькому кладовищі Миргорода.
О. Сластіон — автор статей в українських журналах «КСт.», «Рідний край», газеті «Рада» та інших — псевдоніми «Опішнянський гончар». Також публікувався в російських журналах (зокрема, про кобзарство і кобзарів з їхніми портретами), підготував матеріал до книги «Українські народні думи», т. І (1927); автор книг «Мартинович. Спогади» (1931) і «Портрети українських кобзарів» (опубл. 1961).
У 1900-х працював над ілюстраціями до Шевченкового «Кобзаря», ілюстрував його твори (зокрема «Гайдамаки» (1886), перевидані у 1920-х роках Яковом Оренштайном у Берліні, «Катерину»), читанку «Вінок» Б. Грінченка, «Козаки і море» Данила Мордовця та інші.
Маляр українських краєвидів і жанрових сцен: «Українка», «Проводи на Січ» (1886), «Миргород» (1901), «Вечір. Село» (1904), «Зима на Чернігівщині», «На Волині» тощо. Його малярство позначене впливом передвижництва, але з національною тематикою.
У 1906 році належав до гурту ілюстраторів київського сатиричного журналу «Шершня», згодом працював у багатьох українських видавництвах, зокрема в часописі «Рідний край» Олени Пчілки.
До 100-річчя з дня народження Шевченка О. Сластіон виступив ініціатором зведення пам'ятника поету в Миргороді, брав участь у зборі коштів.
Під час революційних подій 1917–1920 років рятував художні шедеври з маєтків відомих родин. З 1918 року О. Сластіон очолював комісію зі збору культурних і мистецьких цінностей при відділі народної освіти. Завдяки Опанасу Сластіону було збережено значну частину цінностей, які перебували в маєтках у Хомутці (садиба Муравйових-Апостолів), Великих Сорочинцях (колишні маєтності Гоголів-Яновських), Великій Обухівці (садиба Капністів), Кибинцях та Яреськах (маєтності Трощинських). На основі зібраного матеріалу в 1920 р. було відкрито «Науковий і художньо-промисловий музей» (близько 600 експонатів), який згодом став основою для Миргородського краєзнавчого музею. Музею О. Сластіон подарував також збірку своїх власних творів.
У 1920-х роках за проєктом митця збудовано будинок курорту в Миргороді та ще низку споруд.

## Творчість

Меморіальна дошка Опанасові Сластіону на стіні гончарної слави в Опішні

Провідною темою творчості Опанаса Сластіона були історія, життя і побут українського народу.

### Найвідоміші малярські твори
- Козаки і море (ілюстрації до поеми Данила Мордовця, 1858).
- Проводи на Січ (1898).
- На жнивах (1899).
- Гайдамаки (ілюстрації до поеми Тараса Шевченка, 1883—1885).
- Старовина українська і запорізька (літографії до альбому 1890-ті рр.).
- Портрети українських кобзарів (серія 1875—1928)[3].

Твори Сластіона зберігаються у Національному художньому музеї України, Харківському художньому музеї, Полтавському державному художньому музеї та ін.

### Архітектурна творчість
У 1902—1903 роках підтримував Василя Кричевського в боротьбі за український національний стиль будинку Земства у Полтаві. Впродовж 1910—1913 років проєктував низку сільських громадянських будинків в українському стилі, зокрема будинки кооперативних товариств, споруди на території Миргородського курорту, будинок земського лікаря у Чорнухах, будинки у Великих Сорочинцях тощо. Тривалий час створені О. Сластіоном споруди не мали охоронного статусу, у радянські часи вони часто піддавалися руйнуванням. Особливо радянські архітектурні невігласи й русифікатори намагалися позбутися оригінальних башточок-прибудов як виразної ознаки українського модерну.

Проєкт облицювання школи у Лохвицькому земстві. 1910

У 1913—1916 роках О. Сластіон створив серію проєктів земських шкіл для Лохвицького повіту на 1, 2, 3 та 4 класи. Навчальним закладам було надано яскравого національно орієнтованого вигляду, вони побудовані у стилі українського архітектурного модерну. Ці школи мають характерну ознаку — шестикутні вікна і вежі, цегляний декор на фасаді повторював український народний візерунок. Проєкти були затверджені Лохвицьким земством і набули поширення у Лохвицькому (Чорнухинська волость) та Лубенському повітах. На сьогодні відомо щонайменше 53 будівлі земських шкіл, побудованих на території Лохвицького повіту в 1910—1914 рр. за проєктами Опанаса Сластіона. Одними з найвизначніших були школи в Западинцях, Бодакві, Пісках. Економічно виразні в художньому значенні, вони мали стіни, прикрашені цегляним орнаментом, трапецієподібними вікнами, дахами із заломами та високими шпилями над баштами, які підкреслювали головні входи до шкіл. Приклад побудови цих шкіл викликав низку запозичень і повторень в інших регіонах, зокрема на Черкащині, Київщині та Миколаївщині.
У 1914—1916 роках у Ніжині побудовано будинок першої в Ніжині міської електростанції.

## Вшанування пам'яті
У 1965 році на могилі О. Г. Сластіона (Троїцьке кладовище міста Миргорода) встановлено залізобетонний пам'ятник (автор — А. Убийвовк), у 1989 році його замінили гранітним (автор — Р. А. Гусаренко).
У Миргороді відкрито меморіальні дошки, присвячені О. Г. Сластіону.
20 травня 2015 року в Полтаві Жовтневий провулок було перейменовано на провулок Опанаса Сластіона.
8 грудня 2022 року в Києві вулицю Енгельса було перейменовано на вулицю Опанаса Сластіона
До 170 річчя від дня народження презентували книгу Віталія Ханка «Опанас Сластьон: життєвий шлях, національний мистецький спадок».

## Галерея

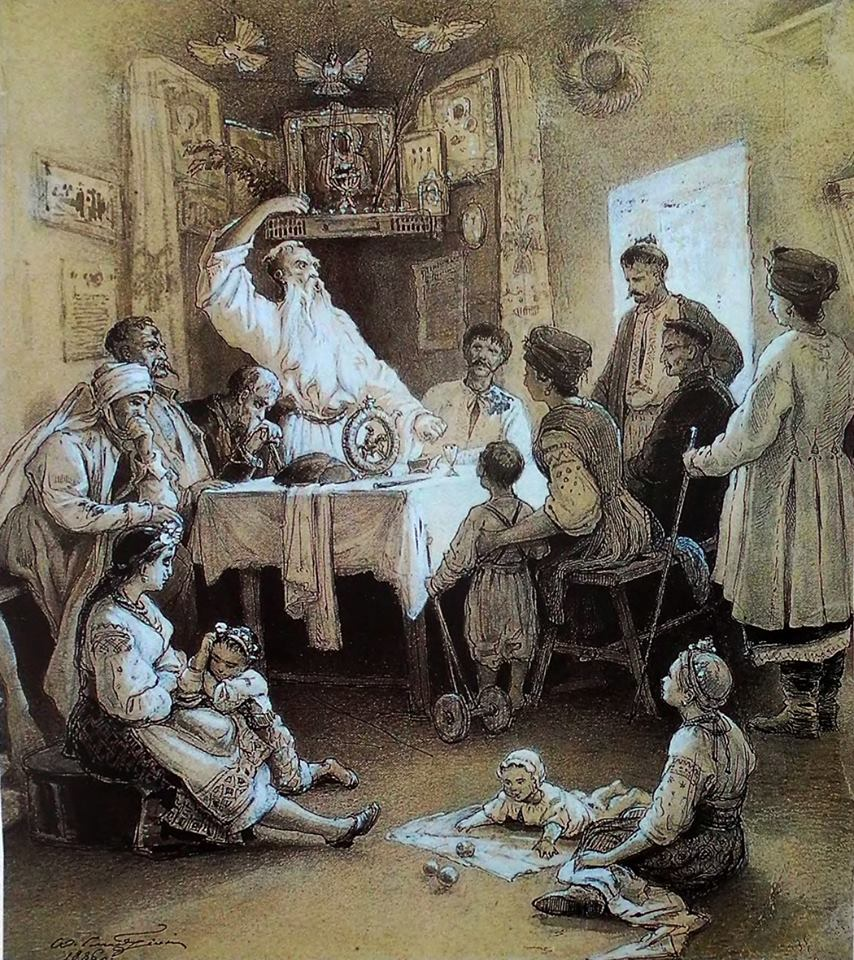
Зображення до поеми Шевченка «Гайдамаки». 1886
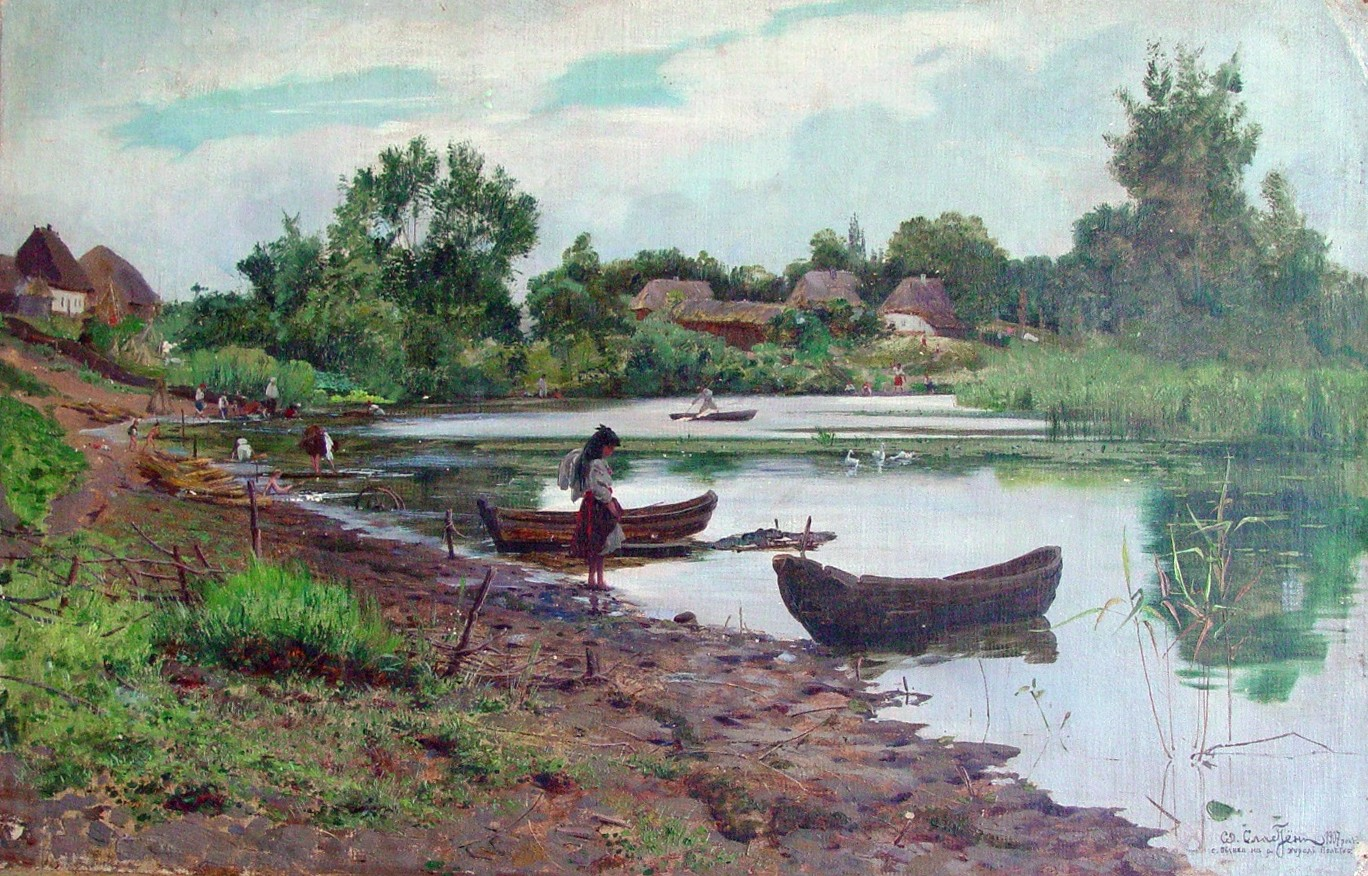
На річці Хорол, село Біляки Полтавської губернії, 1907
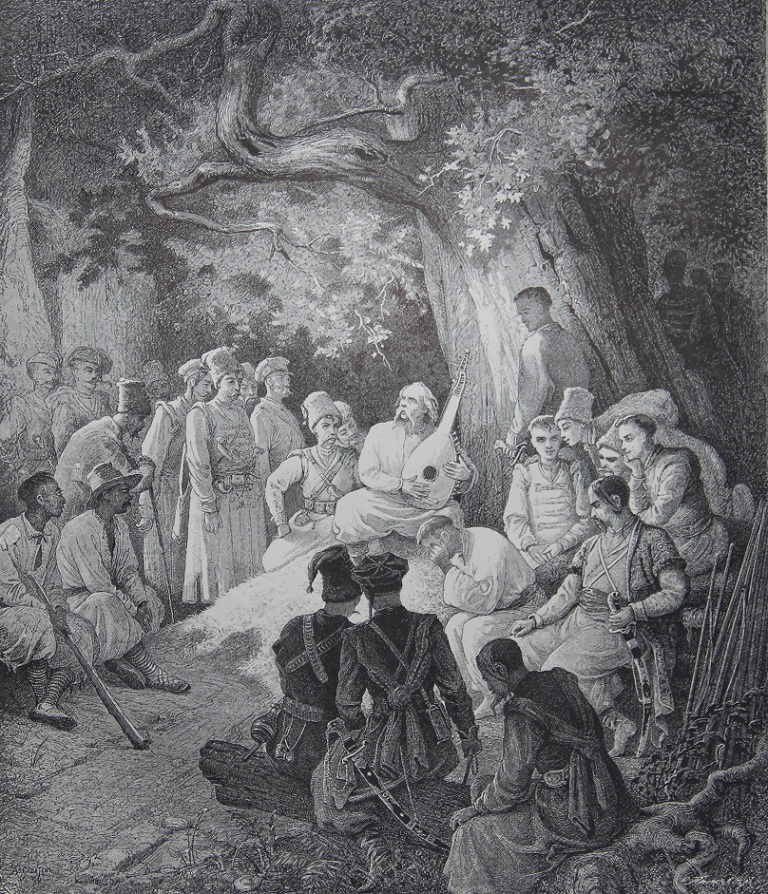
Зображення до поеми Шевченка «Гайдамаки». 1886
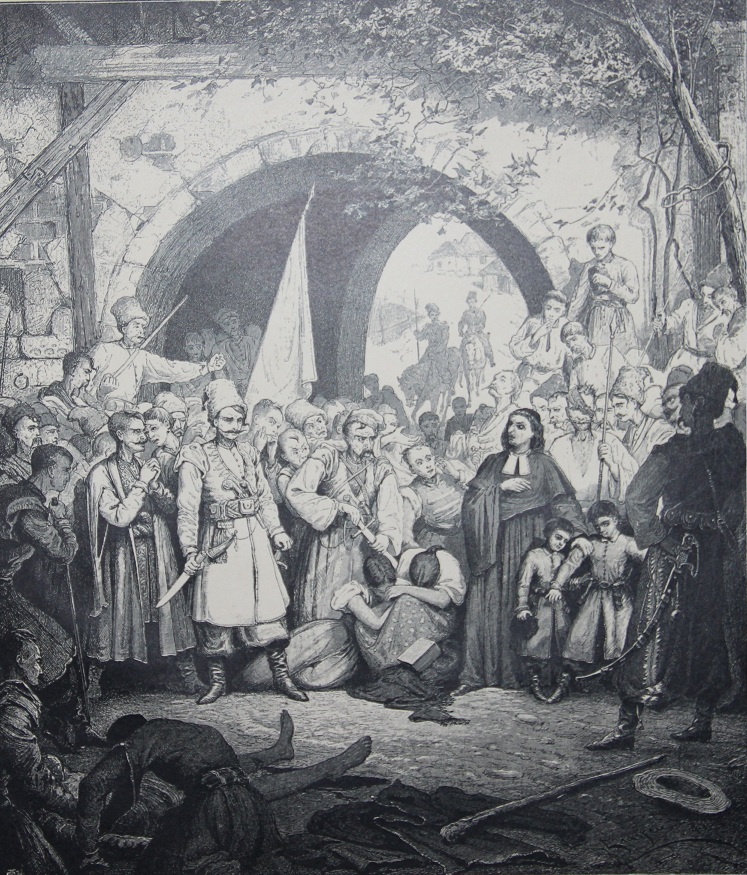
Зображення до поеми Шевченка «Гайдамаки». 1886
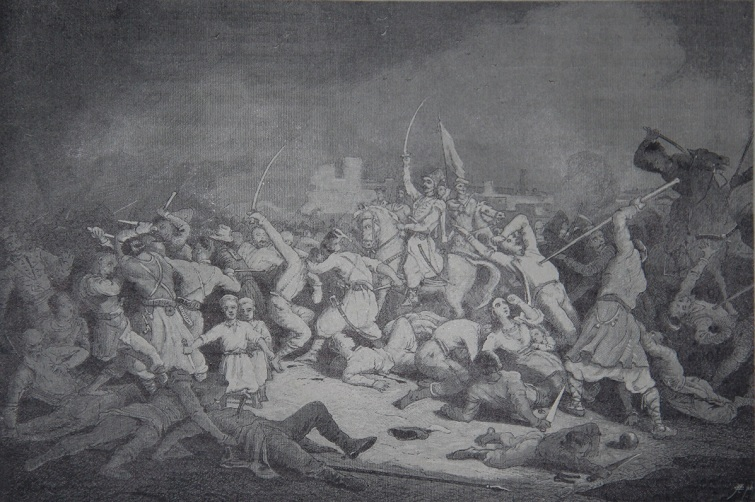
Зображення до поеми Шевченка «Гайдамаки». 1886
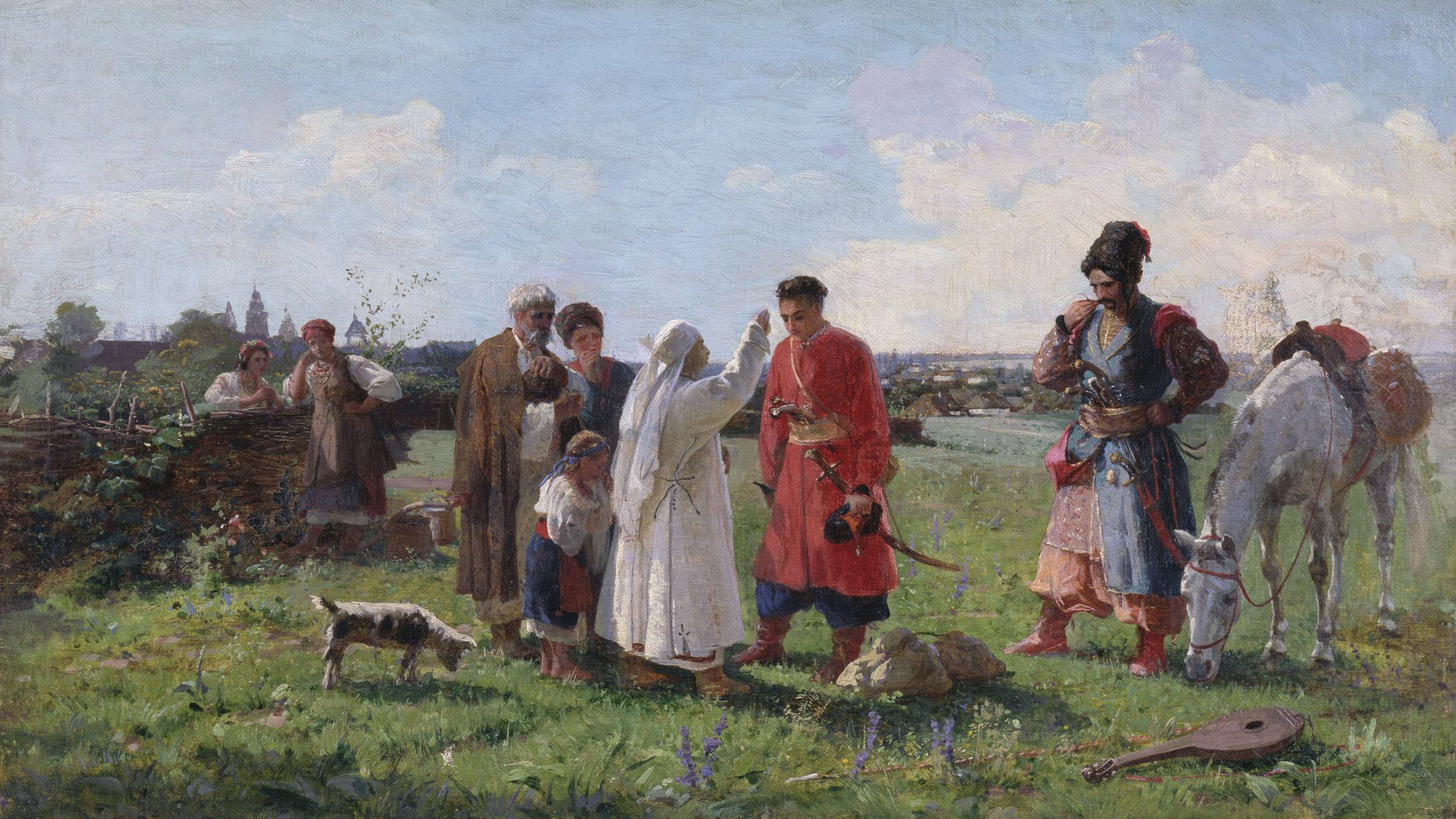
Проводи на Січ
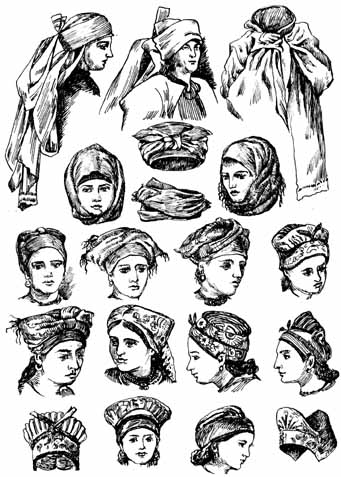
Жіноче вбрання голови
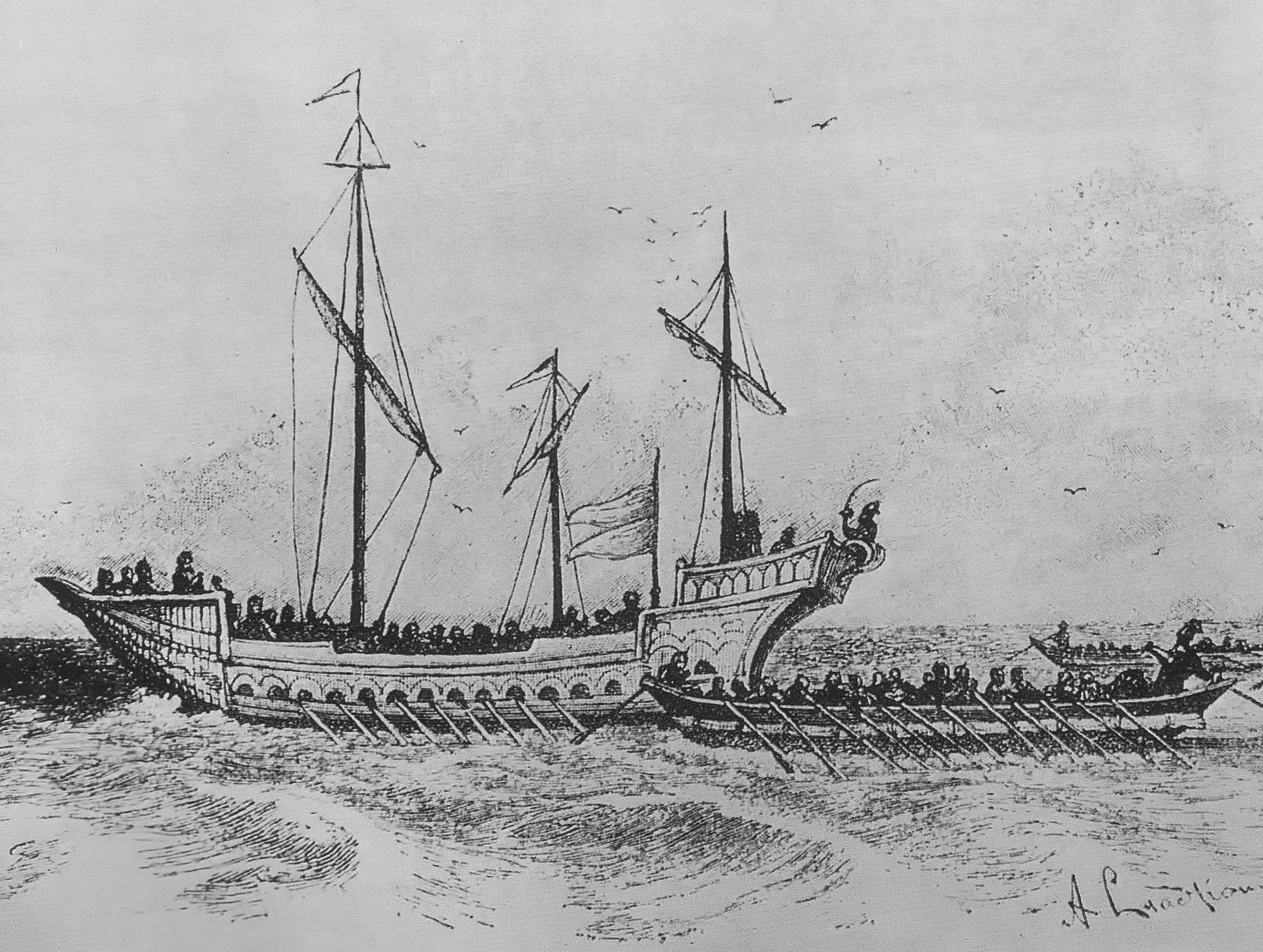
Запорозькі судна. 1900 р.

## Публікації Сластіона
- Сластьонов А. Г. Кобзарь Михайло Кравченко и его думы / А. Сластион // Кієвская старина. — 1902. — Т. LXXVII, ч. 5. — С. 303–331. (рос. дореф.)
- Сластіон О. Дума що її склав у 1904 році кобзар М. Кравченко на події відомої «Сорочинської трагедії» // Первісне громадянство. — 1929, — Вип. 1. — С. 98–100.
- Сластіон О. Мелодії українських дум і їх записування // Рідний край. — 1908. — № 41. — С. 6–8.
- Сластіон О. Записування дум на фонографі // Рідний край. — 1909. — № 22.
- Сластіон О. Г. Портрети українських кобзарів О. Сластіона. — АН УРСР, 1961. — 66 с.
- Сластьон О. Порфирій Мартинович. — Полтава : Накладом газети «Рідне Слово» в друкарні «Печатне Діло», 1919. — 24 с.

### Рекомендована література
- Ханко В. Опанас Сластьон. — Харків: Видавець Олександр Савчук, 2022. — 298 с.